# Minimalschartenkanone

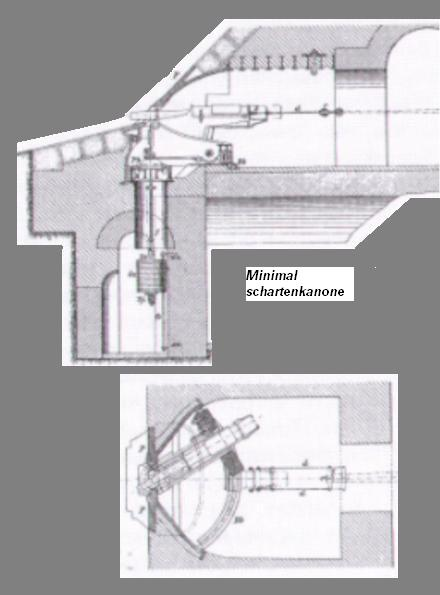
System der Minimalschartenkanone

Minimalschartenkanone ist ein Fachausdruck aus dem Artilleriewesen, speziell der Festungsartillerie.

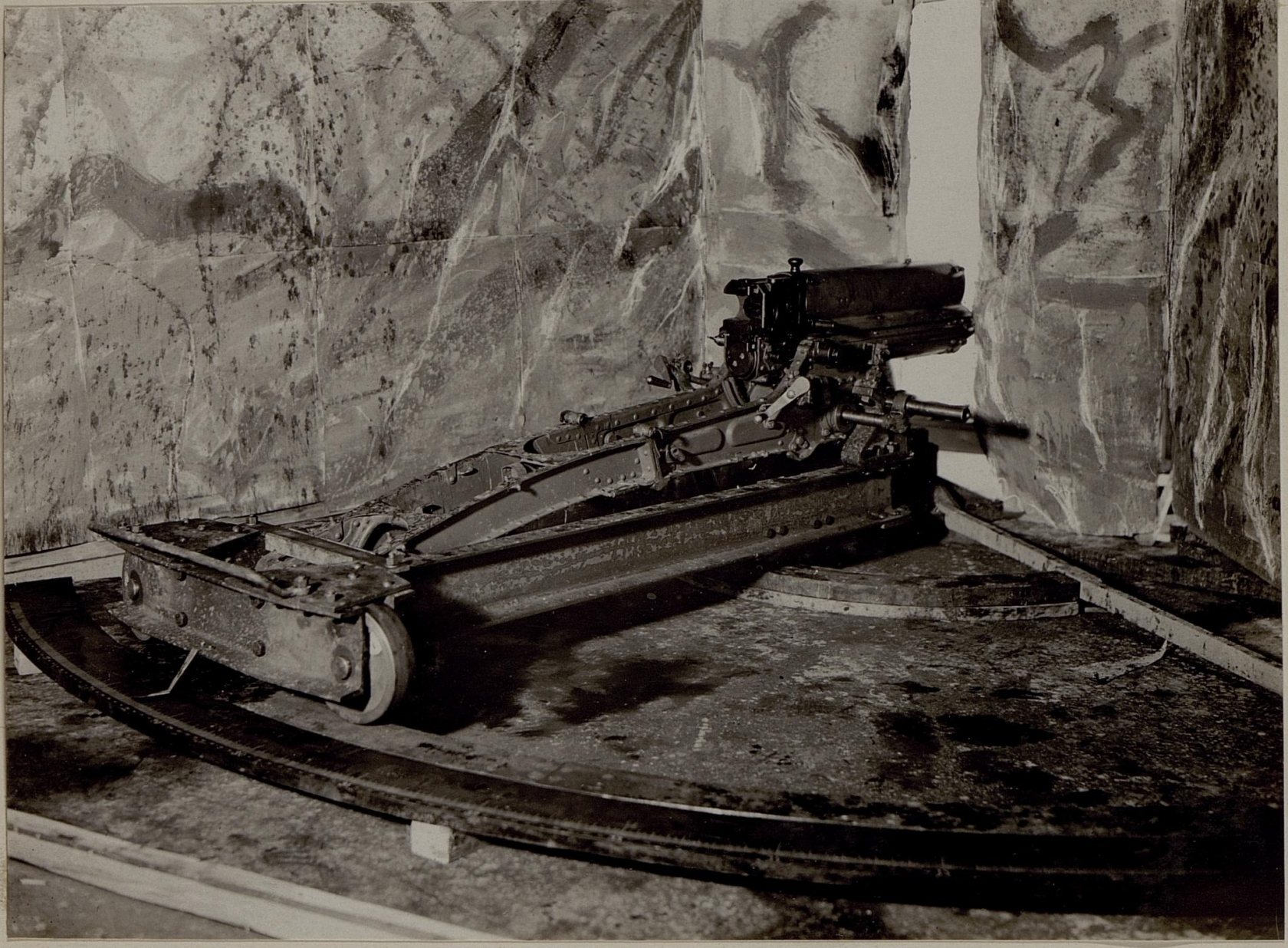
Muster einer Minimalschartenlafette für 7,5-cm-Gebirgshaubitze M15

Um die Kanonenscharte für die Geschützrohre bei Panzerkuppel- und Kasemattkanonen so gering wie möglich zu halten (Minimalscharte), konstruierte man eine spezielle Lafette, die, mit einem Geschützrohr versehen, „Minimalschartenkanone“ genannt wurde (Minimalschartenkanonen gab es in unterschiedlichen Kalibern und Rohrtypen – je nach Bedarf bzw. Verfügbarkeit). Der Durchbruch durch die Wand der Kasematte war nur um eine Kleinigkeit größer als der äußere Durchmesser des Geschützrohres, dieses ragte nur um ein kleines Stück nach außen. Um den Seiten- und Höhenrichtbereich zu gewährleisten, wurde ein spezieller Geschützwagen notwendig, der in Form eines „T“ konstruiert war. Der Längsbalken des T trug das Geschützrohr, zeigte zur Schartenöffnung und war am vorderen Ende auf dem Pivotzapfen, der sich unmittelbar unter der Kanonenscharte befand, gelagert. Der Querbalken des T ruhte auf Laufrädern, die sich mit dem Geschützwagen im Halbkreis um den Pivotzapfen bewegten. Damit war der Seitenrichtbereich sichergestellt. Da sich das Geschützrohr im Höhenrichtbereich nicht um seinen Schildzapfen bewegen konnte, wurde es mit Hilfe der speziellen Rohrwiege in seiner gesamten Länge hebelartig hinten angehoben oder abgelassen.
Dadurch lag der Dreh- und Angelpunkt des Geschützes unmittelbar an der Innenseite der Mauer und das Ziel einer minimalen Schartenöffnung war erreicht.
Verwendet wurde das Prinzip auch bei den Casemates Mougin ab 1874 in französischen Forts.

## Beispiel
- 10,5-cm-Befestigungskanone 39 L42
- 15-cm-Turmhaubitze 1

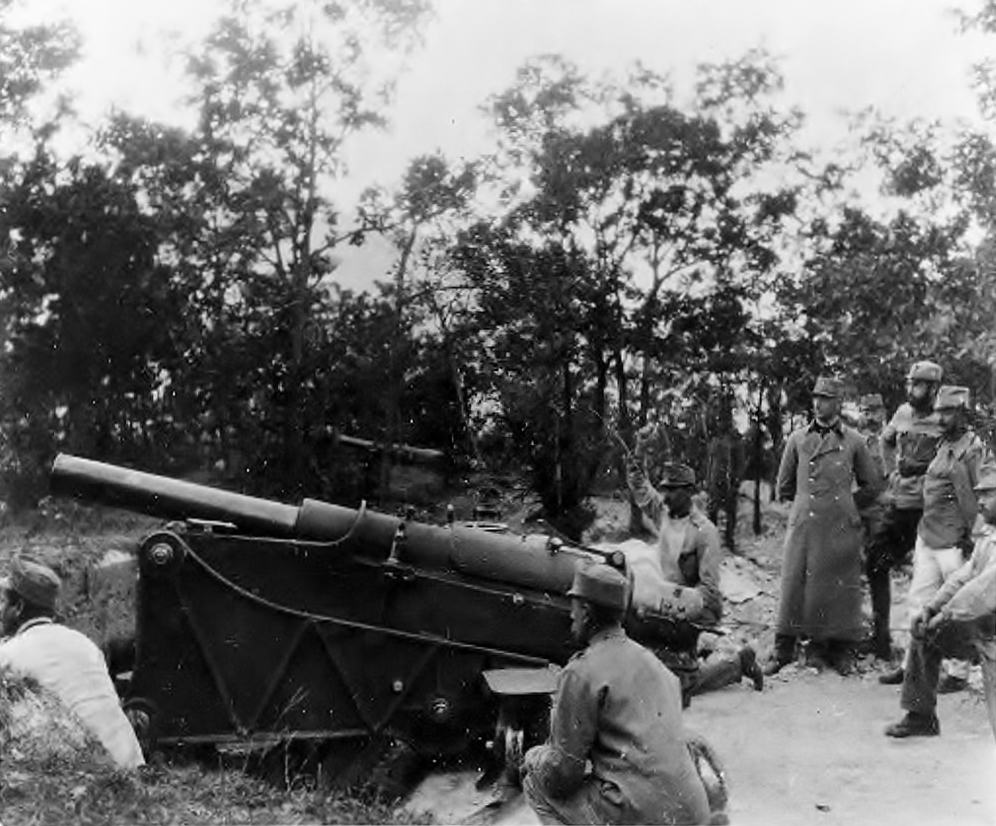
120-mm-Minimalschartenkanone M96 aus den Werk Matarello in Feldstellung
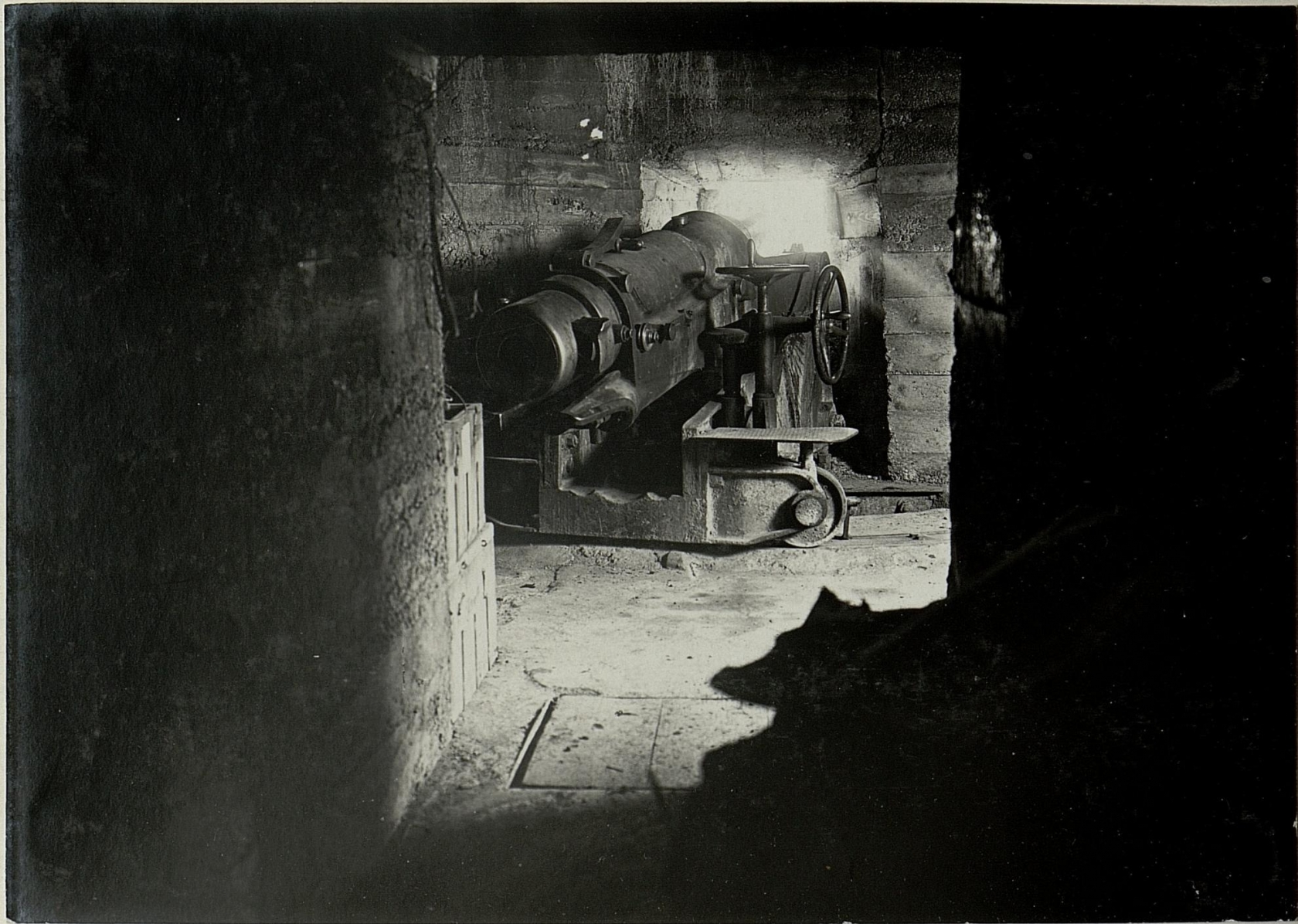
120-mm-Minimalschartenkanone M96 im Geschützbunker
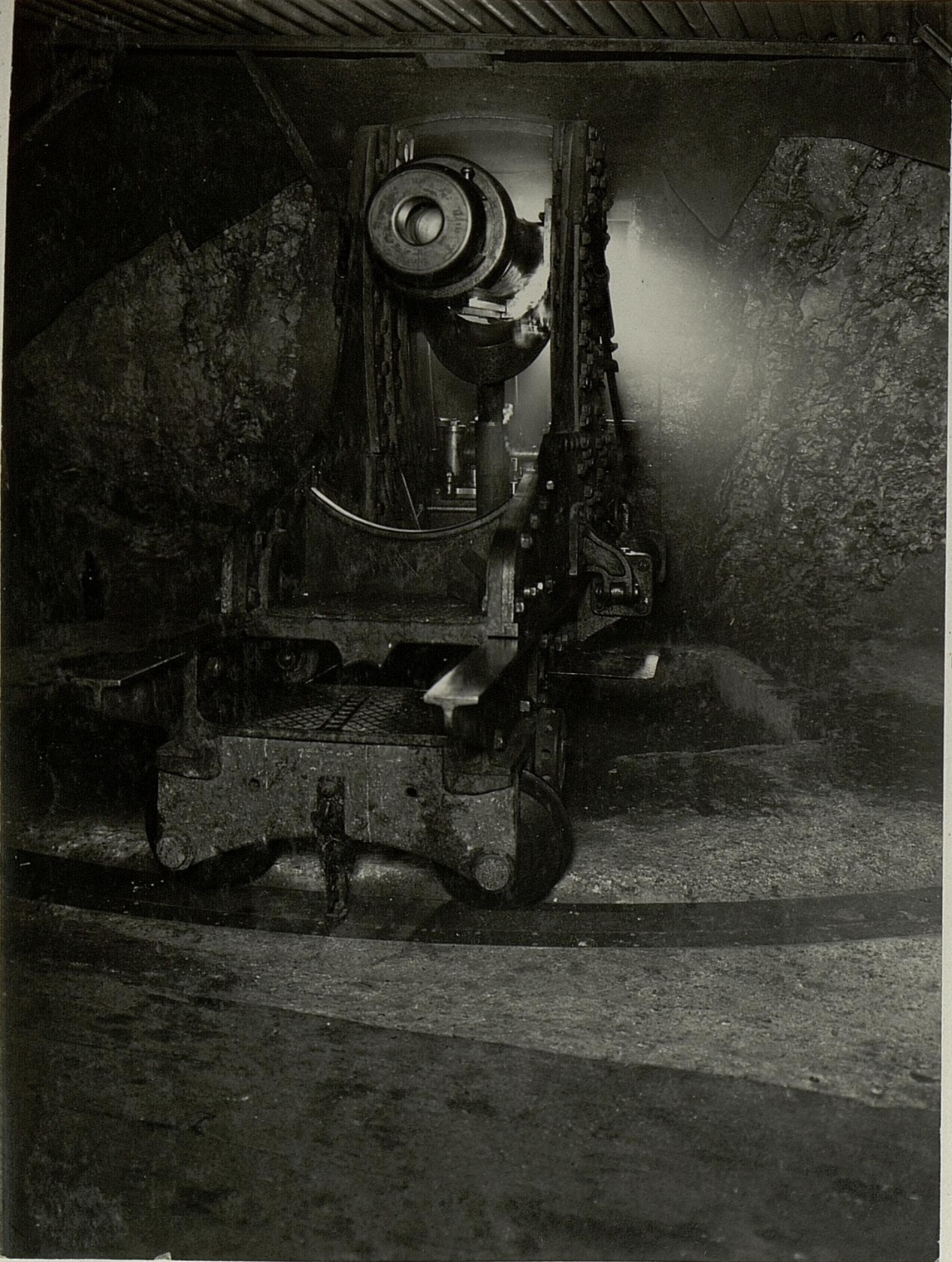
120-mm-Minimalschartenkanone M80 im Geschützbunker

## Quelle
- Łukasz Chrzanowski: Artyleria Austro-Węgierska 1860–1890. Wydawnictwo FORT, Przemyśl 2008, ISBN 978-83-923657-7-8.
- Erwin Anton Grestenberger: K.u.k. Befestigungsanlagen in Tirol und Kärnten 1860–1918. Verlag Österreich u. a., Wien 2000, ISBN 3-7046-1558-7.